# Südliche Kleinfleck-Ginsterkatze
Die Südliche Kleinfleck-Ginsterkatze (Genetta felina), auch Südliche Kleinfleckgenette genannt, ist eine Ginsterkatzen-Art, die in Namibia und Südafrika vorkommt.

## Aussehen
Die Südliche Kleinfleck-Ginsterkatze erreicht eine Kopf-Rumpf-Länge von 47,5 bis 56,5 cm (Männchen) bzw. 43 bis 55 cm (Weibchen), hat einen 41 bis 49,5 cm (Männchen) bzw. 41 bis 47 cm (Weibchen) langen Schwanz und kann 1,5 bis 2,4 kg (Männchen) bzw. 1,4 bis 2 kg (Weibchen) schwer werden und ist damit eine mittelgroße Ginsterkatzenart. Die Grundfarbe des Fells ist weißlich-grau, das Bauchfell ist weißlich, hell gelb-grau oder grau. Entlang der Mitte des Rückens verläuft ein schwarzes Band und im Nacken findet sich eine deutlich ausgeprägte Streifenzeichnung. Die Haare entlang der Rückenmitte können kammartig aufgerichtet werden. Gesicht und Schnauze sind dunkel mit großen weißen Flecken im Bereich der Augen. Der Schwanz ist geringelt und acht bis zehn helle Ringe wechseln sich jeweils mit schwarzen Ringen ab. Die Schwanzspitze ist hell. Der Rumpf sowie die Vorder- und Hinterbeine sind gefleckt. Die Vorderbeine sind an ihrer Hinterseite dunkel gefärbt und die Hinterpfoten sind ebenfalls dunkel. Weibchen besitzen zwei Zitzenpaare. Die Zahnformel lautet: {\displaystyle {\frac {3.1.4.2}{3.1.4.2}}}

## Lebensraum und Lebensweise
Die Südliche Kleinfleck-Ginsterkatze lebt in Waldsavannen, Steppen, Dickichten, in den trockenen Gebieten von Vleis und in den Grenzgebieten von Wüsten. Sie ist nachtaktiv und einzelgängerisch und ernährt sich von Nagetieren, Spitzmäusen, Vögeln, Reptilien, Amphibien, Insekten, Spinnentieren und Aas, sowie von Beeren, Blätter und Gräser. Zu den Beutetieren zählen unter anderem Afrikanische Striemen-Grasmäuse, Lamellenzahnratten, die Kap-Kurzschwanz-Rennmaus, die Afrikanische Zwergmaus, Käfer und Heuschrecken. Über die Fortpflanzung der Art ist nur wenig bekannt. Neugeborene wiegen etwa 70 g. Trächtige Weibchen wurden im September und Oktober beobachtet.

## Systematik
Die Südliche Kleinfleck-Ginsterkatze wurde im Jahr 1811 durch den schwedischen Naturforscher Carl Peter Thunberg erstmals wissenschaftlich beschrieben. Sie galt lange Zeit als Unterart der Kleinfleck-Ginsterkatze (Genetta genetta), wird aber aus morphologischen Gründen seit dem Jahr 2005 als eigenständige Art geführt.

## Belege
1. 1 2 3 4  Andrew P. Jennings und Geraldine Veron: Family Viverridae (Civets, genets and oyans). in Don E. Wilson, Russell A. Mittermeier: Handbook of the Mammals of the World – Volume 1 Carnivores. Lynx Editions, 2009, ISBN 978-84-96553-49-1, S. 217.
2. ↑  Gaubert, P., Taylor, P. J., & Veron, G. (2005). Integrative taxonomy and phylogenetic systematics of the genets (Carnivora, Viverridae, Genetta): a new classification of the most speciose carnivoran genus in Africa. In: Huber, B. A., Sinclair, B. J., Lampe, K.-H. (eds.) African Biodiversity: Molecules, Organisms, Ecosystems. Proceedings of the 5th International Symposium of Tropical Biology, Museum König, Bonn. Springer. S. 371–383.